# Dippoldiswalde
Dippoldiswalde est une ville de Saxe (Allemagne), située dans l'arrondissement de Suisse-Saxonne-Monts-Métallifères-de-l'Est, dans le district de Dresde., à mi-chemin entre Dresde et la frontière tchèque. Avec 14000 habitants, c'est l'une des trois villes les plus peuplées de l'arrondissement.
La première mention écrite de Dippoldiswalde remonte à 1218. Par la suite, cette ville a été le chef-lieu de plusieurs fiefs historiques, d'abord passage d'octroi au Moyen Âge, puis lieutenance du duché de Saxe. Dippoldiswalde était depuis 2008 chef-lieu d'arrondissement de Weisseritz (immatriculation DW), et depuis le transfert du siège administratif à Pirna, Dippoldiswalde est grande ville d'arrondissement. Il y a 20 faubourgs autour du centre-ville, qui étaient autrefois autant de villages de mineurs.

## Monuments et curiosités touristiques

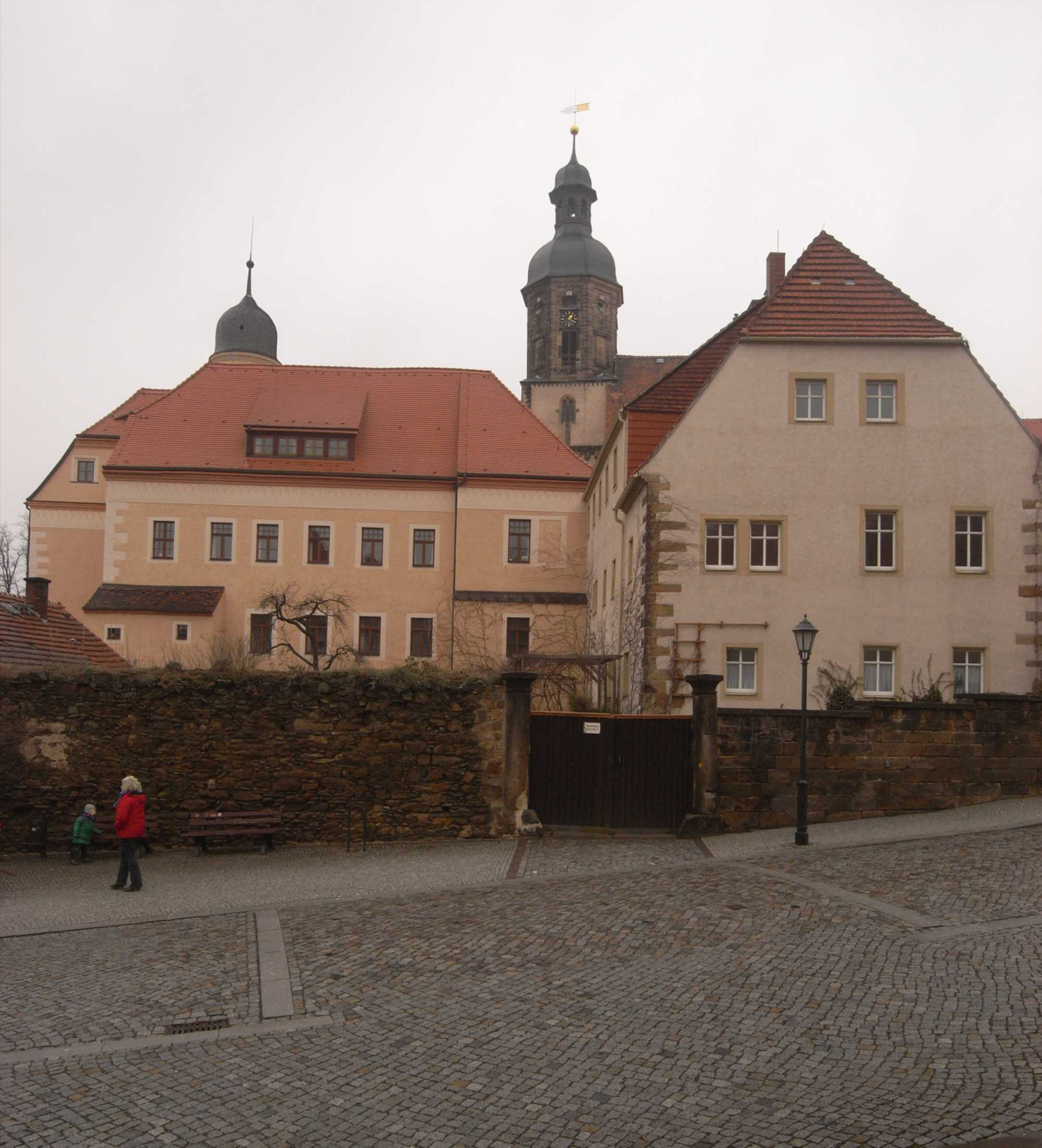
Le château et le temple protestant.

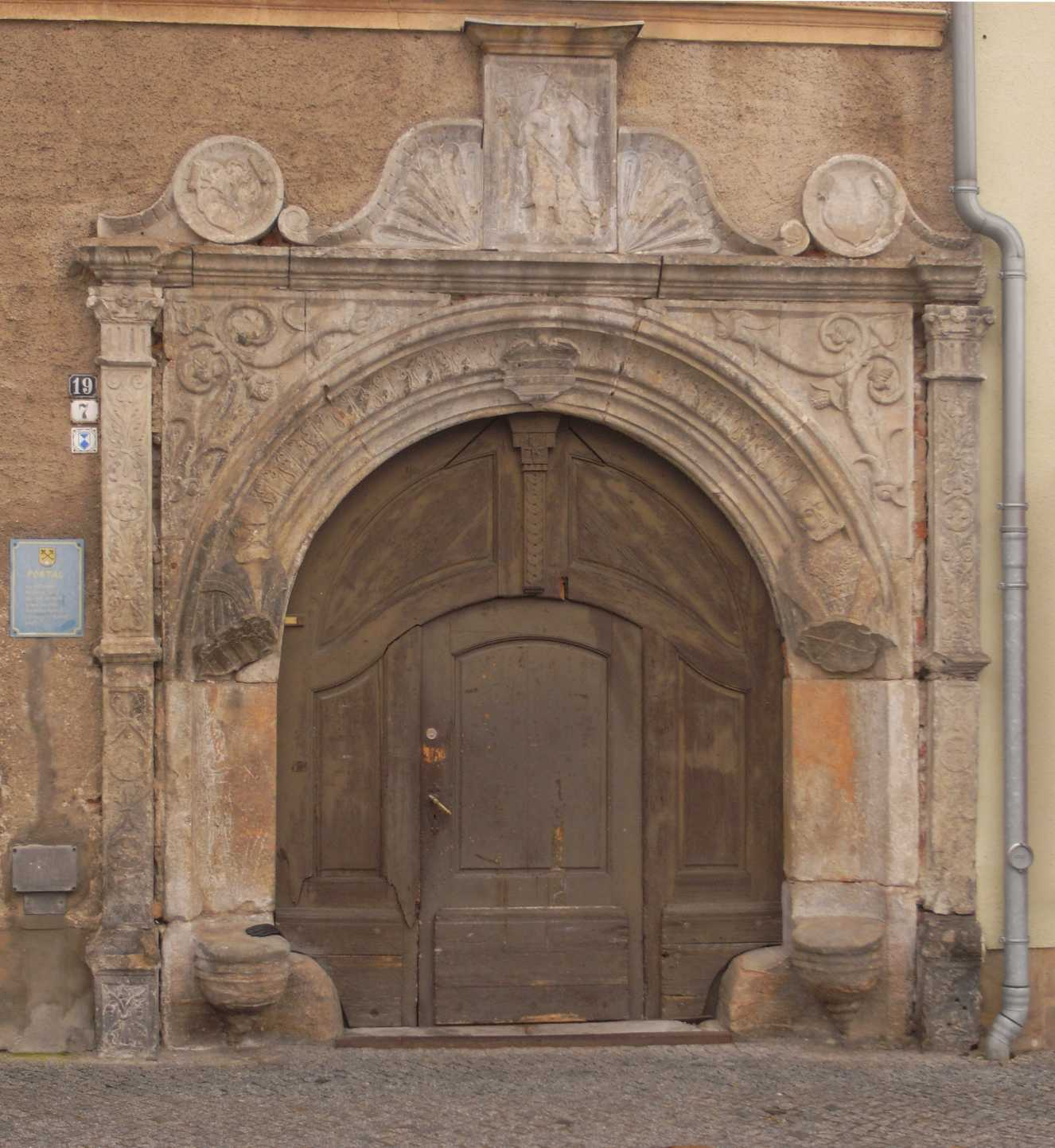
Porche de style Renaissance de la maison Maltitz (n° 7, place du Marché), portant l'indication : 1543

- Vieux centre-ville avec sa place du marché et l'hôtel de ville Renaissance
- Le château des margraves, édifié vers 1200 sur un éperon rocheux, a pris son aspect actuel aux XVI-XVIIe siècles. Le corps central de 1530 rappelle le château de Dresde. Outre les services de l'octroi, il abritait la galerie d'Osterzgebirg.
- L'église St Marien et Laurent est un édifice gothique comportant une tour romane et des motifs peints du premier baroque
- Basilique romane Saint-Nicolas du XIIIe siècle
- barrage de Malter
- parc des sports : Le stade, emporté au cours des crues du mois d'août 2002, a été transféré en juin 2004. Il est surtout fréquenté par les joueurs du FSV Dippoldiswalde[1].
- Lohgerberei: hôtel particulier construit en 1756, reconverti en musée
- calvaires médiévaux face à l'église (place de l'église), am Niedertorplatz und an der Weißeritzstraße/Große Mühlenstraße
- thermes
- Borne milliaire ducale (forme primitive) de 1723 sur le Pfortenberg, au n°9 de l'Obergebirgischen Poststraße , face à l'ancienne Porte des Postes, et reproduction (de 1890) de la borne milliaire de la place de l'Obertor (ancienne Porte Haute de la ville)
- château de Reichstädt, où résidait le dernier receveur général des postes de Saxe, Adam Rudolph von Schönberg (buste dans la cour du château)

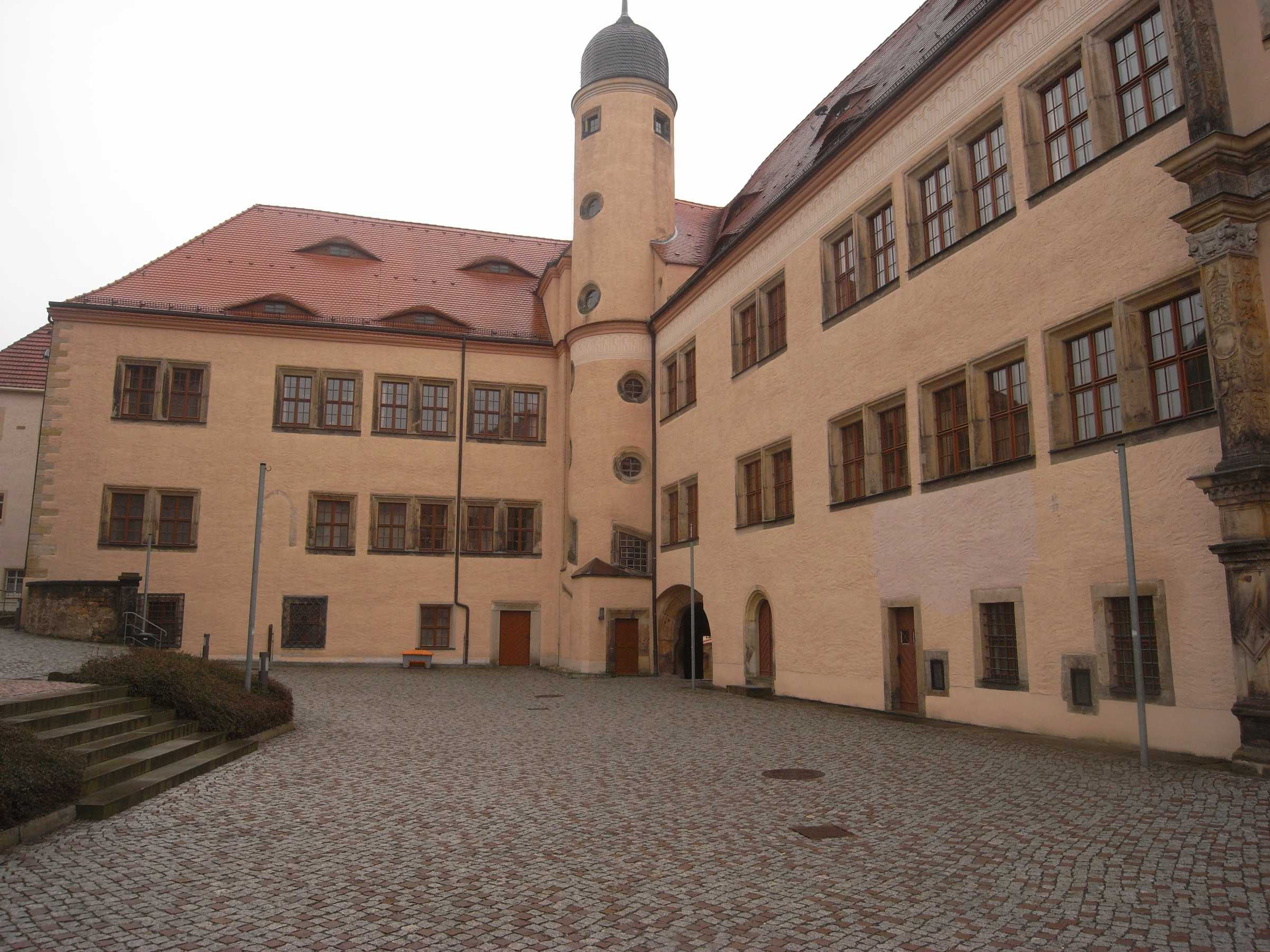
Le château des margraves
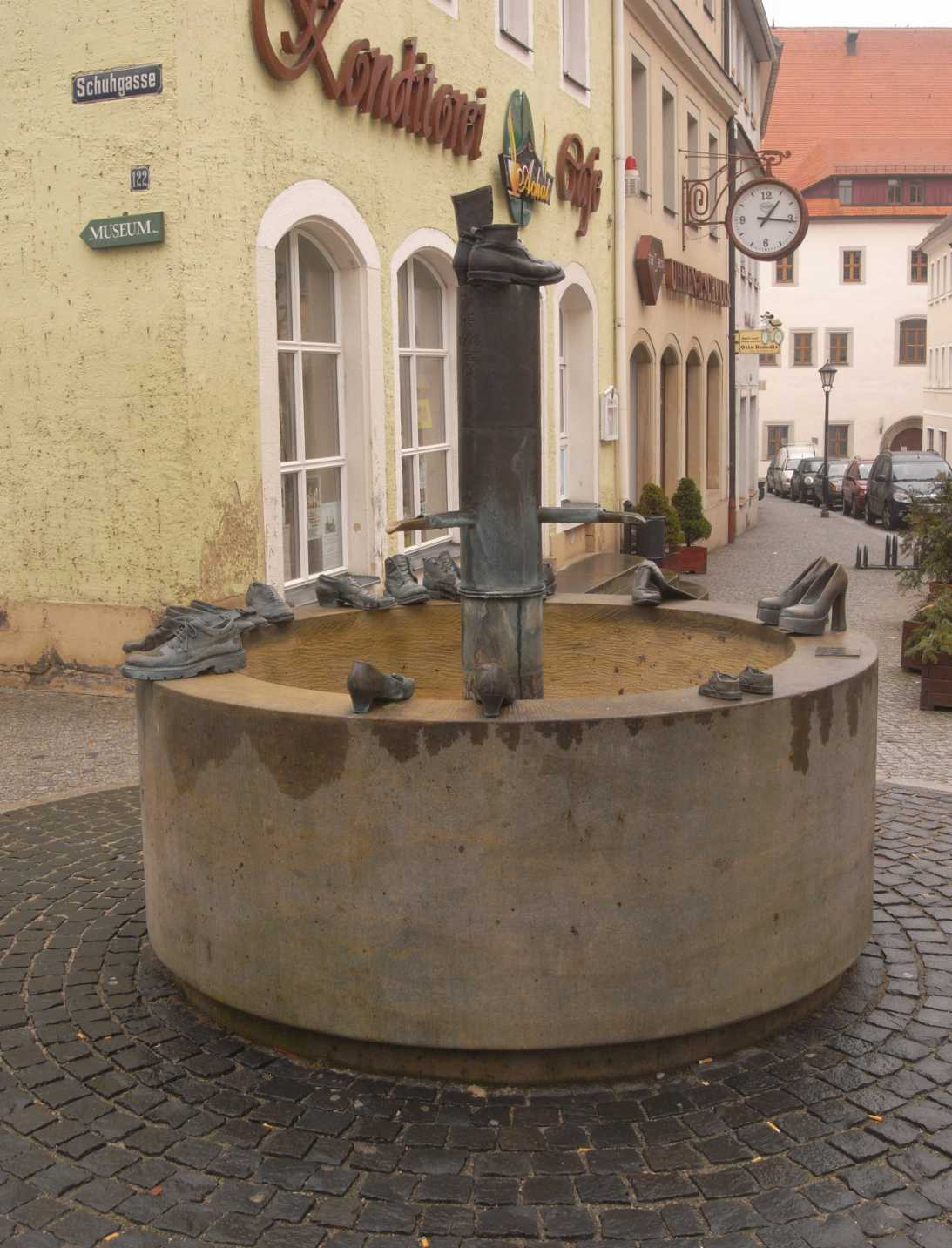
Fontaine des Cordonniers dans la Rue des Cordonniers (Schuhgasse)
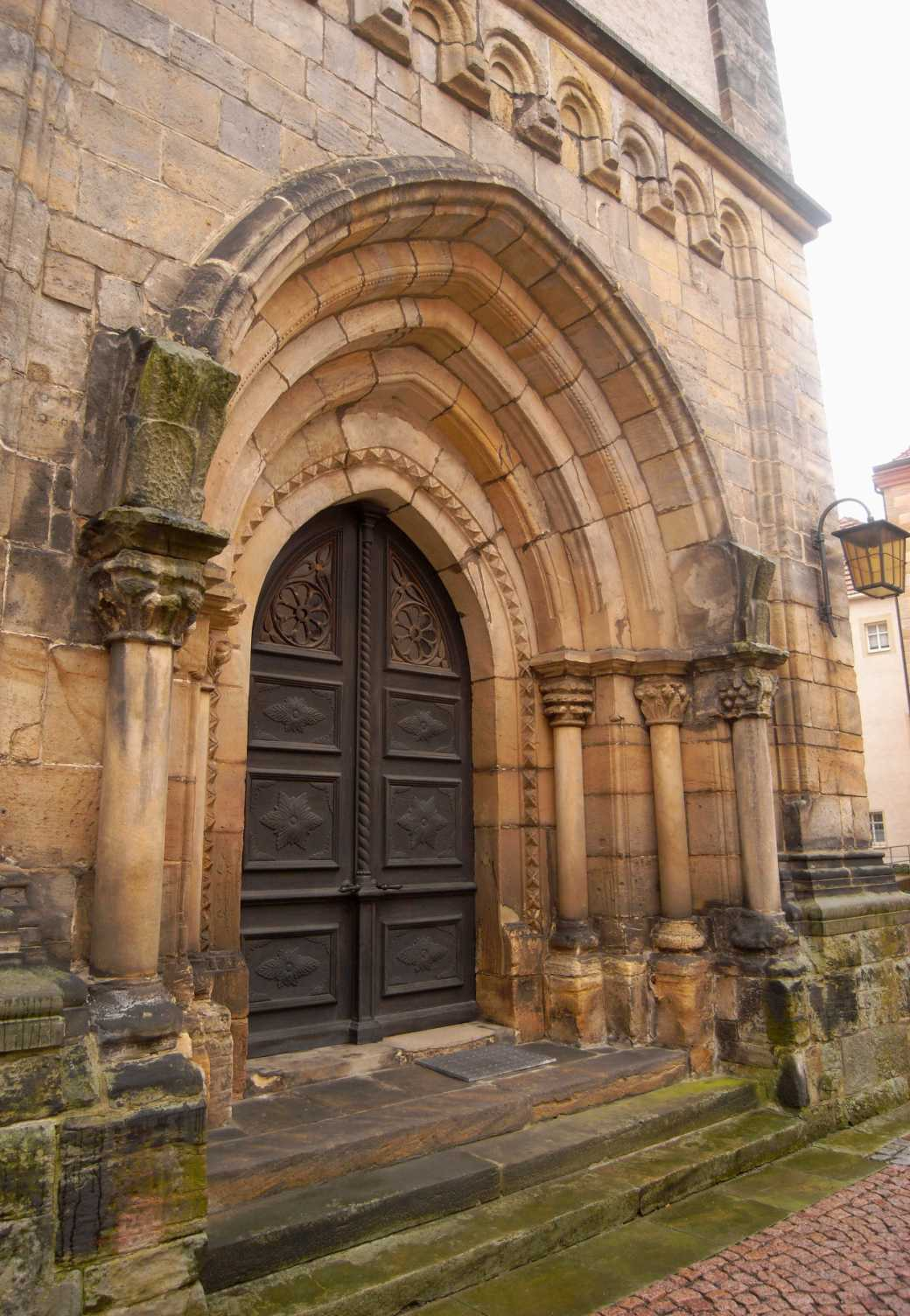
Porche de l'église
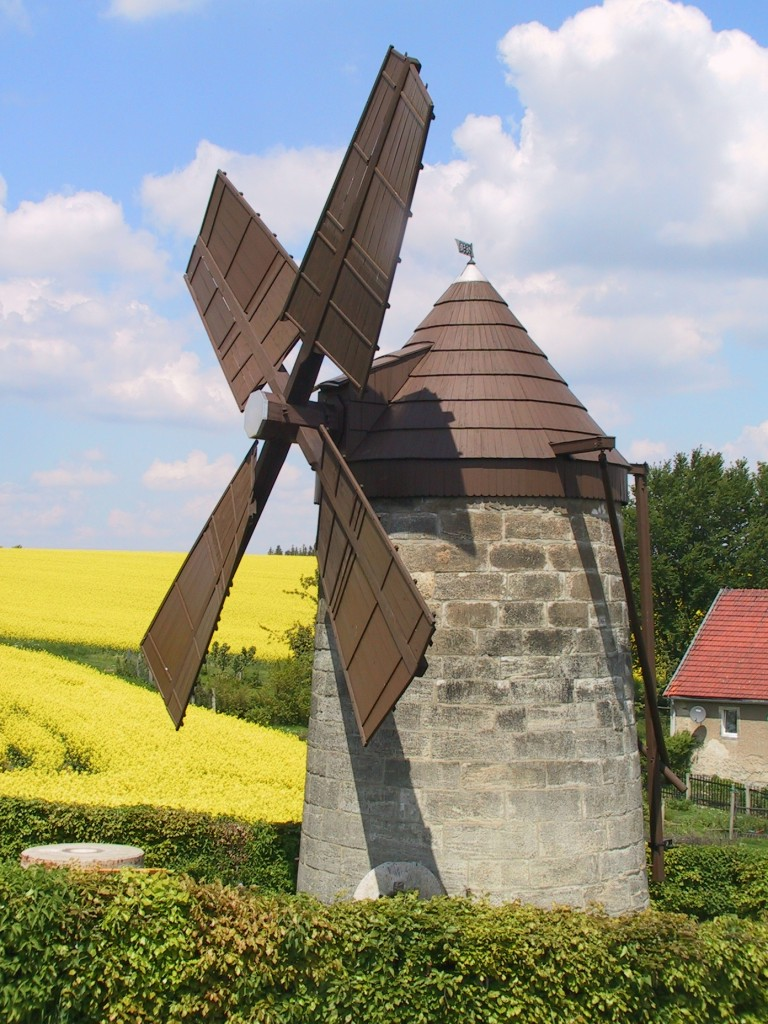
Moulin à tour hollandais, dans le quartier de Reichstädt
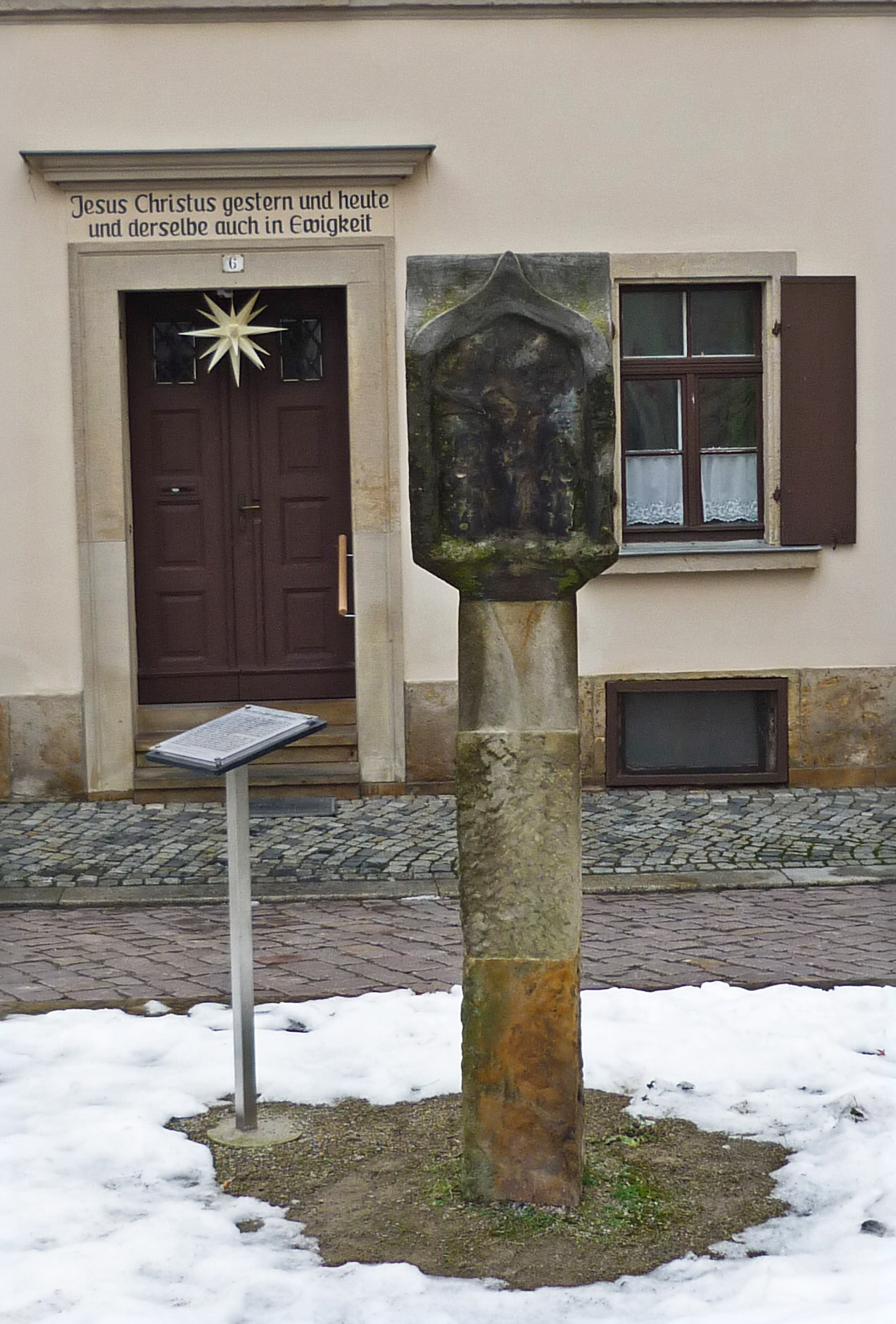
Calvaire de la Kirchplatz
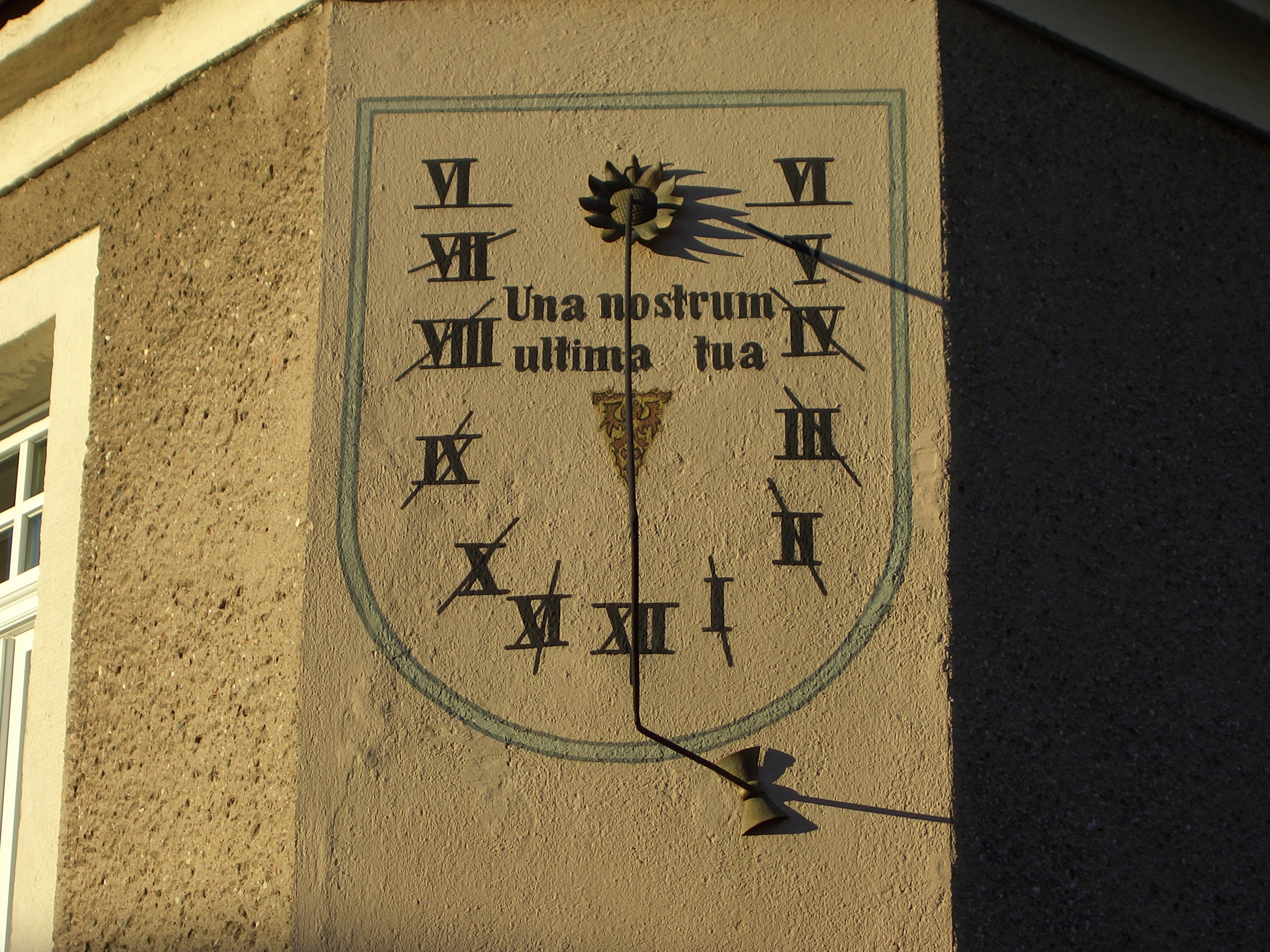
Cadran solaire dans la Rue des Brasseurs